# Sportal.bg
Sportal.bg е български спортен уеб портал. Предлага спортни новини за футбол, тенис, волейбол, баскетбол и други спортове, както и резултати от спортни мачове на живо. Разполага с екип от 40 журналисти, специализирани в различни спортни области, както и видео екип. Притежава българска, руска, сръбска, унгарска и чешка версия.
Порталът предоставя на своите потребители актуална и богата информация, чрез услуги като видео и фотоновини, следене на мачове в реално време, SMS и RSS – известяване и др.
Спортал има над 2 500 000 абсолютно уникални посетители и генерира 100 000 000 разглеждания месечно. Основната аудитория се състои от мъже и жени, на възраст от 16 до 45 години, живеещи в големите градове на страната.
През сезон 2015/2016 излъчва мачовете на ЦСКА 1948 от „А“ областна група, както и участието на отбора в турнира за Купата на Аматьорската футболна лига. През сезон 2016/17 започва излъчване на най-интересните срещи от Трета аматьорска футболна лига и хандбалните първенства на България – „А“ РХГ (мъже) и „А“ РХГ (жени).
Собственост е на „Спортал Медия Груп“.